# Schapendoes
Lo schapendoes (anche chiamato Nederlandse Schapendoes o Dutch Schapendoes) è un cane del gruppo pastori e bovari.

## Storia
Le sue origini sono controverse: per alcuni discende dai cani da montagna tibetani, altri ritengono derivi da un progenitore giunto nella penisola iberica con le pecore merinos. Lo Schapendoes è imparentato con altre razze tra cui il Bearded Collie, il Puli, il Mudi, il Bobtail e il Pastore bergamasco. Di certo era conosciuto già all'inizio dell'Ottocento nella provincia di Drenthe, nel nord est dei Paesi Bassi, dove veniva utilizzato come cane da pastore. Durante la Seconda guerra mondiale, P.M.C. Töpöl iniziò il suo recupero genetico. Nel 1947 nasce un club di razza e nel 1952 viene redatto lo standard. L'accettazione definitiva dello standard è avvenuta nel 1971 e da allora solo i soggetti iscritti sono ammessi all'allevamento nel paese d'origine. Il riconoscimento ufficiale FCI è del 1989.

## Descrizione
La coda è lunga, ben fornita di pelo e guarnita di frange; a riposo è portata verticalmente, mentre al trotto è piuttosto alta, tesa sull'orizzontale. Sono ammesse tutte le tinte. È preferibile il blu-grigio che dà sul nero. Il pelo, abbondante lungo quello di copertura, è ricco di sottopelo. Gli occhi sono piuttosto grandi, rotondi e di colore marrone. Le orecchie sono inserite piuttosto alte, né grandi né carnose, pendono liberamente ai lati della testa. Il cranio è semipiatto con solco frontale poco pronunciato. Muso più corto del cranio. Stop nettamente marcato ma non profondo.

## Carattere
Non è mai un cane dominante e convive con facilità con gli altri animali domestici, gatto compreso. Per il suo temperamento giocherellone adora i bambini e ne è il compagno di giochi ideale. Non abbaia mai quando qualcuno si avvicina alla proprietà, pur avvisando sempre il padrone dell'arrivo di una visita. Molto vivace, curioso e attento, è sempre pronto a seguire dovunque il suo padrone. Di intelligenza viva, è facilmente educabile e del tutto privo di aggressività naturale.

## Cure
Contrariamente a quanto si può pensare non ha muta di pelo, perciò è ben difficile trovare peli sparsi per la casa, sui tappeti o sulle poltrone. Tuttavia il pelo lungo comporta maggiore bisogno di cure: se non spazzolato regolarmente può infatti dar luogo a nodi difficili da eliminare ce a conseguenti problemi di pelle. Lo Schapendoes rimane comunque un cane rustico il cui mantello deve mantenere un aspetto il più possibile naturale: una spazzolata una volta alla settimana con una spazzola a setole dure naturali è sufficiente per mantenerlo in ordine. Questa può anche essere l'occasione per controllare la pulizia delle orecchie e le sue condizioni generali. Non ha invece particolari esigenze per l'alimentazione.

## Consigli
Può vivere in città e anche in appartamento, ma sopporta male la solitudine. Non bisogna fargli mancare la compagnia e neppure il movimento. Del resto è talmente facile da gestire che può essere portato a spasso anche dai bambini. Coloro che amano praticare l'Agility Dog possono trovare un buon atleta.

## Diffusione
Nel 2012 sono stati iscritti 24 cuccioli ai libri genealogici ENCI. La diffusione è in crescita.

## Caratteristiche
| Adatto per  | Meno adatto per   |
| ----------- | ----------------- |
| Compagnia   | Fly ball          |
| Agility dog | Freestyle         |
|             | Obedience         |
|             | Protezione civile |
|             | Guardia           |
|             | Difesa            |